# 布赖尔岛
布赖尔岛（英語：Bryher）是英国西南部锡利群岛中的一座岛屿，是锡利群岛中面积最小的一座有人定居的岛屿，面积1.32平方（0.51平方英里）。2001年人口92人。东临特雷斯科岛。